# Tychogenius
Genre
Tychogenius est un genre de coléoptères de la famille des Pterogeniidae.

## Liste des espèces
D'après une révision de 1992, le genre comprend les espèces suivantes :
- Tychogenius armatus Burckhardt & Löbl, 1992
- Tychogenius spatulifer Burckhardt & Löbl, 1992